# نيكجونيور (الشرق الأوسط وشمال إفريقيا)
نيكجونيور (بالإنجليزية: .Nick Jr)‏ هي قناة تلفزيونية عربية تُبثّ في الشرق الأوسط وشمال إفريقيا. القناة هي مشروع مشترك بين فاياكوم سي بي إس أوروبا، الشرق الأوسط، أفريقيا، آسيا وأو إس إن. القناة موجهة للأطفال في سن ما قبل المدرسة.

## برامج
بعضً من برامج القناة:
- دوريات المخلاب
- الجناح العلوي
- ماكس وروبي
- ني هاو كاي لان
- أسماك الفقاعات
- آبي هاتش
- بلايز والشاحنات العملاقة
- مقهى بتربينز
- أدلة الأزرق وأنت!
- المسامير الصدئة
- بيبا بيج
- مجموعة جاهزة للرقص
- لؤلؤة والماسة
- مغامرات دورا
- هيا، دييغو، هيا!
- بوب البناء
- عرض بيبي شارك الكبير
- يو جابا جابا!
- استعراض جاك الموسيقي الكبير